# Cratere Danilova
Danilova è un cratere sulla superficie di Venere. È intitolato alle ballerine russe Marija Ivanovna Danilova (in russo Мария Ивановна Данилова?) e Aleksandra Dionis'evna Danilova (Александра Дионисьевна Данилова?).